# Serixia mindanaonis
Serixia mindanaonis là một loài bọ cánh cứng trong họ Cerambycidae.